# 徳永千奈美
徳永 千奈美（とくなが ちなみ、1992年5月22日 - ）は、日本の元アイドル、元歌手、元タレント、元女優。ハロー!プロジェクト・キッズを経て、Berryz工房のメンバーとして活動した。メンバーカラーはオレンジ。
神奈川県出身。血液型O型。身長164cm。元アップフロントプロモーション（旧：アップフロントエージェンシー）所属。2021年2月28日をもって芸能界引退。

## 略歴
- 2002年6月30日、ハロー!プロジェクト・キッズ オーディションに合格し、ハロー!プロジェクト・キッズの一員となる。
- 2004年3月3日、Berryz工房としてメジャーデビュー。
- 2015年3月3日、Berryz工房の無期限活動停止とともに、ハロープロジェクトを卒業。その後「ハロー!プロジェクト・アドバイザー」を務めた[2]。
- 2015年11月25日、英語研修のため留学することを発表[3]。
- 2021年2月22日、同月末日をもってアップフロントプロモーションとの専属マネージメント契約を終了し芸能界を引退することを発表[1]。同年春からは英語を使う職場に就職[1]。
- 2022年3月3日、2021年初春に結婚していたこと、また、出産したことをInstagramで報告[4]。

## 人物
- 小学生時はロングヘアだったが、中学生時はショートカットにしていた。その後は伸ばし続けていたが、2010年5月頃から再びショートにしている。
- 小学校1年から4年までバドミントンをしていて、県大会で3位になったことがある[5]。
- 「ギャグ100回分愛してください」では特徴的なフレーズの「のにゅ」を担当している[6]。
- フラフープが得意[7]。
- 元℃-uteリーダーの矢島舞美とは、オーディションの時に徳永から話しかけたのをきっかけに仲が良い。矢島が飼っているトイプードル（コロン）から生まれた子犬（ルート）を譲ってもらい飼っている。[8][9]
- 姉がひとり、妹が二人もいる[10]。
- 右足の薬指裏側にほくろがある[11]。

## 作品

### 映像作品
ソロDVD
- オレンジ（2012年10月、e-LineUP! 限定販売）[12]
- ホワイト（2013年8月、e-LineUP! 限定販売）

DVD
- メイキング・オブ 仔犬ダンの物語（2003年1月21日）
- 仔犬ダンの物語（2003年6月18日）
- ハローキッズ! vol.2（2006年2月22日）
- ハロプロアワー vol.8（2007年3月7日）

ファンクラブ限定
- ゴ→50 Vol.1・3（2005年11月8日・2006年1月28日）
- Promise Land〜クローバーズの大冒険〜（2006年2月14日）
- CHINAMI TOKUNAGA DVD on HELLO! PROJECT SPORTS FESTIVAL 2006（2006年7月1日）
- 徳永千奈美 on Berryz工房サマーコンサートツアー2006 『夏夏!〜あなたを好きになる三原則〜』（2006年12月16日）
- Berryz工房 DVD MAGAZINE Vol.8 徳永千奈美（2007年4月1日）
- 徳永千奈美 on Berryz工房コンサートツアー 2007夏 〜ウェルカム!Berryz宮殿〜（2008年1月26日）

## 出演
ハロー!プロジェクト全体、ハロー!プロジェクト・キッズ全体、及び各所属ユニット全体での活動はそれぞれの項目を参照のこと。

### PV
- 藤本美貴「ブギートレイン'03」 - バックダンサー

### テレビ番組
- HEY!HEY!HEY! MUSIC CHAMP（フジテレビ系） - 藤本美貴「ブギートレイン'03」のバックダンサー

### テレビドラマ
- 数学♥女子学園 （2012年1月11日 - 3月28日、日本テレビ） - 神宮貴子 役

### ラジオ番組
- BZS1422（2012年7月8日 - 2015年3月1日、ラジオ日本） - 熊井友理奈と2人でパーソナリティを務める。

### インターネット動画
- To be（フジテレビ無料動画サイト「見参楽」）
- GREEN ROOM（2015年4月30日 - 2016年1月21日、YouTube）- 夏焼雅と共にレギュラーMC

### 映画
- 仔犬ダンの物語（2002年12月14日、東映） - 斎藤佳奈 役
- Promise Land〜クローバーズの大冒険〜（2004年7月17日 - 9月5日、フジテレビお台場冒険王2004にて）
- 王様ゲーム（2011年12月17日、BS-TBS） - 鴨下明美 役[13]

### 舞台
- 大人の麦茶第二十杯目公演 「シュガースポット」（2012年11月21日 - 27日、東京・紀伊國屋ホール／12月1日 - 2日、大阪・イオン化粧品シアターBRAVA!） - 玉城希 役

### コンサート
- 藤本美貴ファーストライブツアー2003春 〜MIKI (1) 〜（2003年3月2日、Zepp TOKYO） - 「ブギートレイン'03」バックダンサー

### イベント
- 徳永千奈美写真集『徳永千奈美写真集(仮)」』発売記念握手会（2009年9月11日、福家書店新宿サブナード店）[14][15]

## 書籍

### 写真集
- Chinami（2009年9月11日、角川グループパブリッシング）[16]
- metamorphose（2012年10月12日、ワニブックス）[17]

## 参加ユニット
- Berryz工房（2004年 - 2015年） - メンバーカラーは「オレンジ」
- シャッフルユニット
  - H.P.オールスターズ（2004年）
  - ZYX-α（2009年 - ）
  - ハロー!プロジェクト モベキマス（2011年）
- 企画ユニット
  - DIY♡（2012年 - ）

その他
- Gatas Brilhantes H.P.
- リトルガッタス